# Сан Козма (Салерно)
Сан Козма је насеље у Италији у округу Салерно, региону Кампанија.
Према процени из 2011. у насељу је живело 199 становника. Насеље се налази на надморској висини од 57 м.